# Tassilo Adam

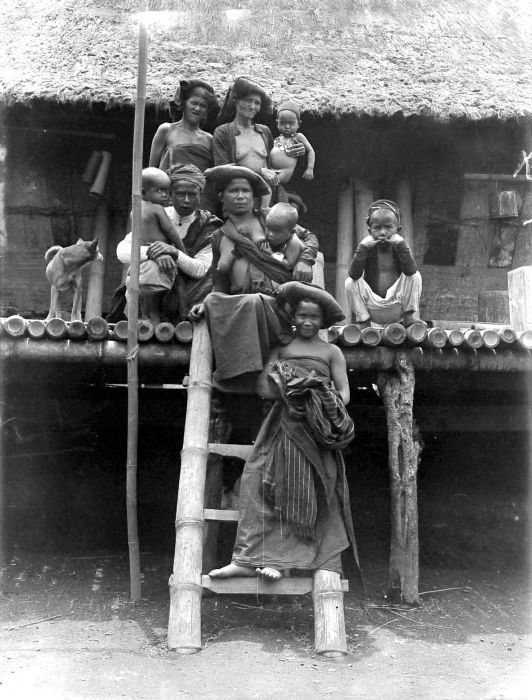
Rodina kmene Karo

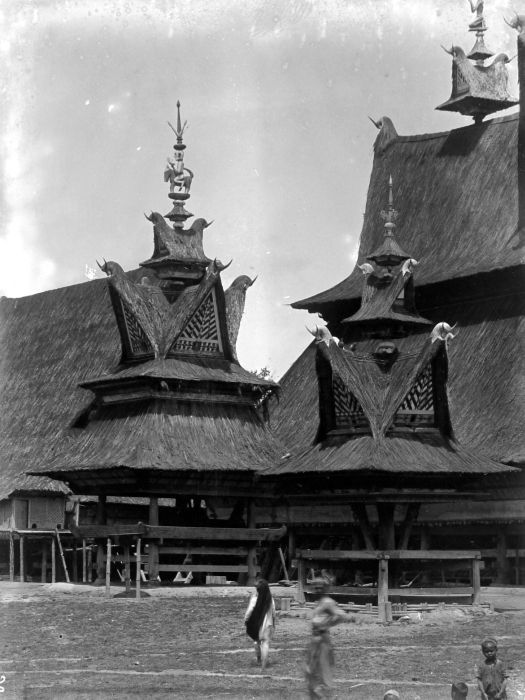
Holubník a dům lebek v Pa Mbelgy v Kabandjahé, kmen Karo, 1914–1919

Tassilo Adam (1878–1955) byl německý etnolog, fotograf a filmař působící v Indonésii. Adam fotografoval paláce, vládce a královské památky na Jávě v Indonésii. Působil také na Sumatře a dalších místech v Nizozemské východní Indii. Adam daroval v srpnu 1944 Královskému tropickému institutu v Amsterdamu fotografie Bataků a dalších etnických skupin Sumatry, stejně jako poznámky o středojávském tanci.

## Životopis
Adam se narodil v Mnichově v roce 1878 německému malíři Emilu Adamovi a italské matce. V šestnácti letech studoval ve Vídni a rozhodl se navštívit Bataky na Sumatře. Pracoval na holandské tabákové plantáži v Deli na Sumatře.
Mezi jeho zkušenosti patřily nemoci jako malárie a horečka dengue. Vzal si nemocenskou dovolenou a v roce 1912 se vrátil do Vídně a oženil se s manželkou Johannou.

## Nizozemská východní Indie
Do Nizozemské východní Indie se vrátil v roce 1914 a zřídil temnou komoru v Pematangsiantaru. Fotografoval Kubusy, obyvatele ostrova Nias a Bataky. Sbíral také batacké artefakty, které distribuoval do holandských muzeí. Naučil se jazyk Bataků a v roce 1948 spolu s Jamesem Butlerem napsali knihu o malajsko-batacké gramatice.
V roce 1921 se s rodinou přestěhoval do Yogyakarty na Jávě, kde založil další fotografický ateliér. Na Sumatře měl tři děti, Lilo, Clause a Inge, a se svolením sultána Hamengku Buwono VIII dělal portréty a natáčel a fotografoval královské tance a rituály.
Adam zdokumentoval divadlo Wayang Wong, Wayang Topeng, Kuda Kepang (Tanec s koňmi), Serimpi, tance Bedoyo a loutková představení Javánských stínů. Jeho fotografie zachycovaly i použité batikované kostýmy. Mezi další události, které zdokumentoval, patří obřízka královského prince Susunahan ze Solo v Indonésii.

## Pozdější život
Poté, co se potřetí nakazil amébovou úplavicí, se v roce 1926 vrátil do Evropy. Přednášel a prodával fotografie a filmy do německých časopisů při návštěvě Salcburku, Vídně, Nizozemska a New Yorku, kde v letech 1929 až 1933 pracoval jako pomocný kurátor orientálního umění v Brooklynském muzeu.
Jeho syn Claus Adam byl violoncellista.

## Galerie

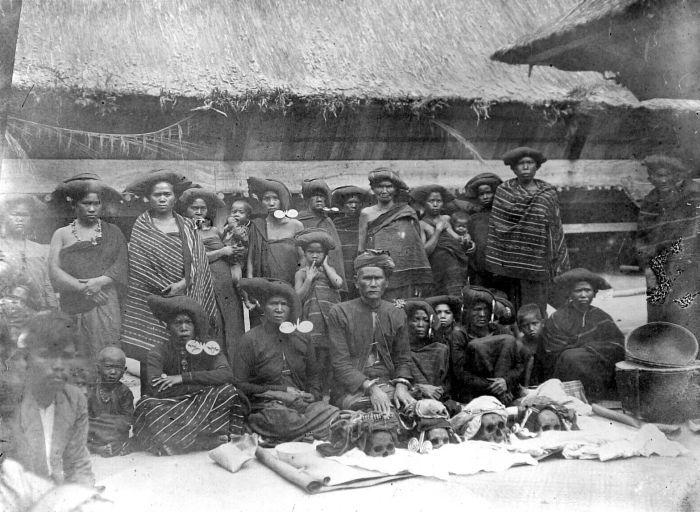
Muž kmene Karo-Batak se svou rodinou a lebkami svých předků, 1918
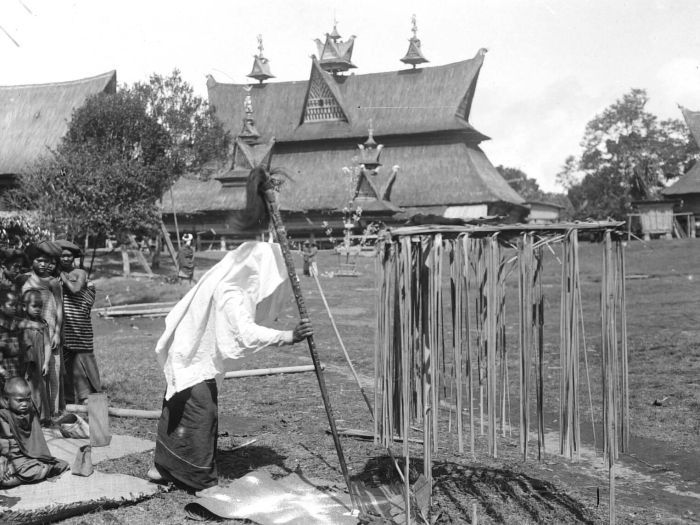
Šaman kmene Karo-Batak provádí rituály s hůlkou, vajíčkem a chameleonem při obřadu ve vesnici „Kabanjahe“ na Sumatře, v pozadí dům Pa Mbelgaha
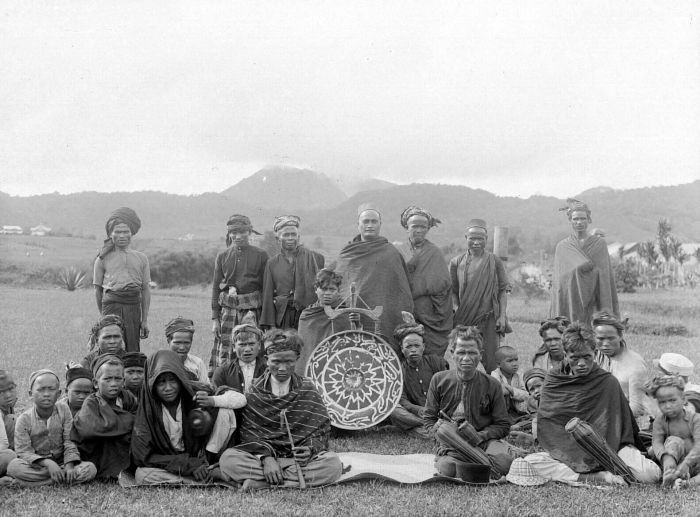
Orchestr kmene Karo se Sibajakem v pozadí
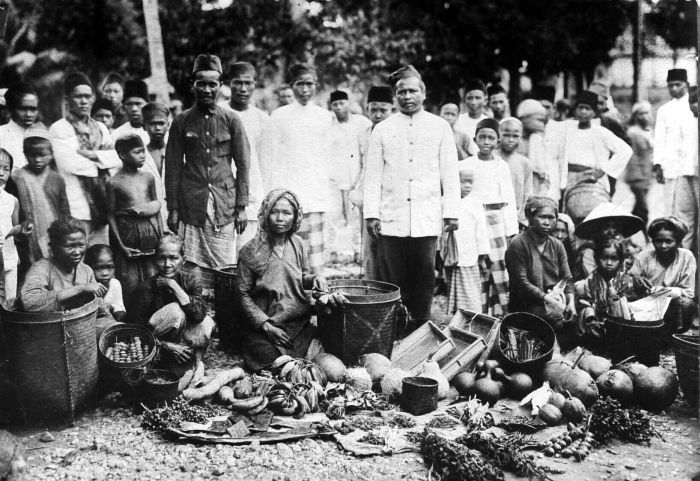
Ovocný trh v Sarolangunu, Jambi, Sumatra, asi 1918
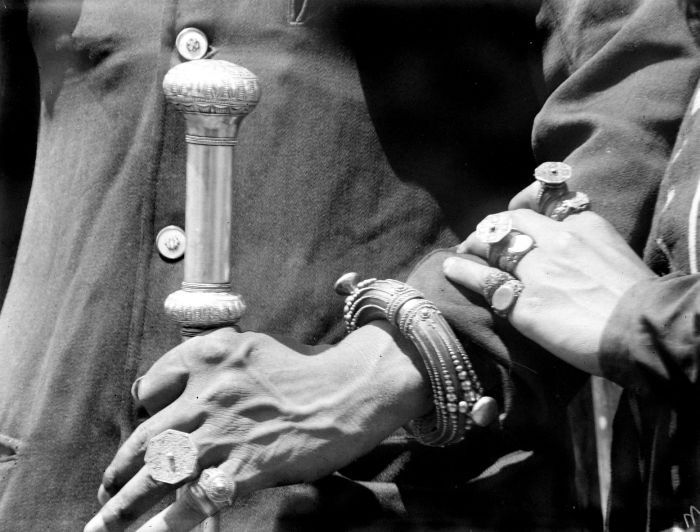
Ruce domorodců kmene Karo se šperky a holí
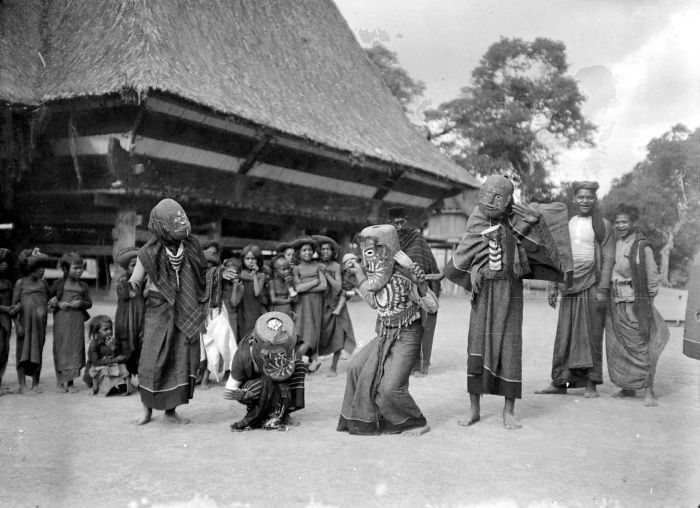
Maskovaní tanečníci kmene Karo při pohřebním obřadu
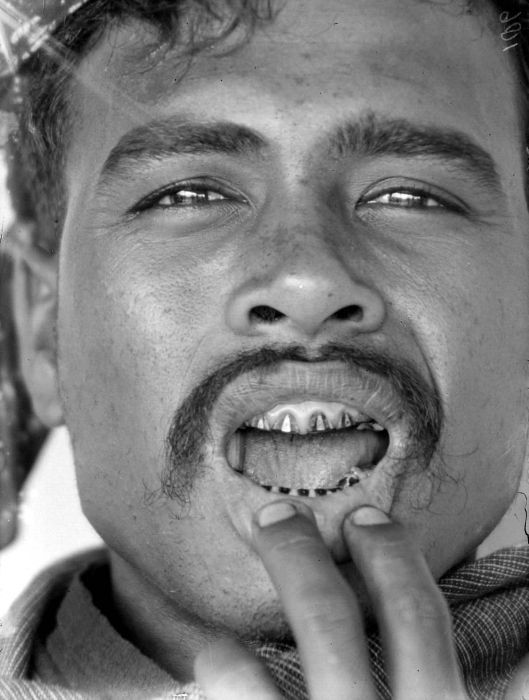
Muž kmene Karo s upilovanými zuby
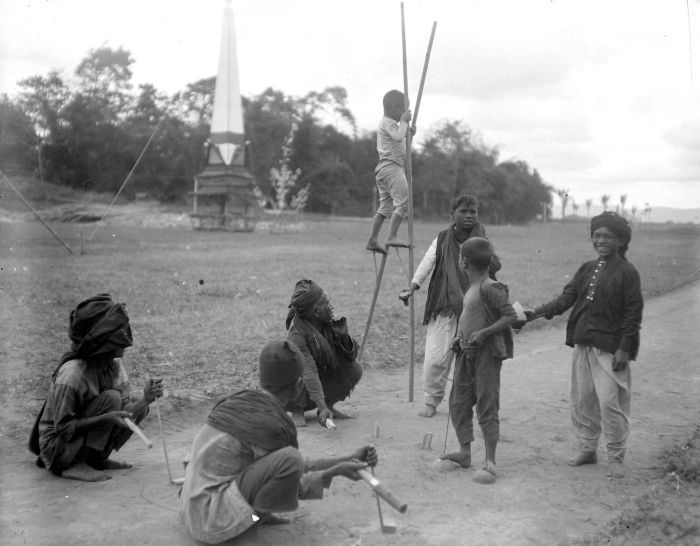
Děti kmene Karosi hrají kroket a chodí na chůdách
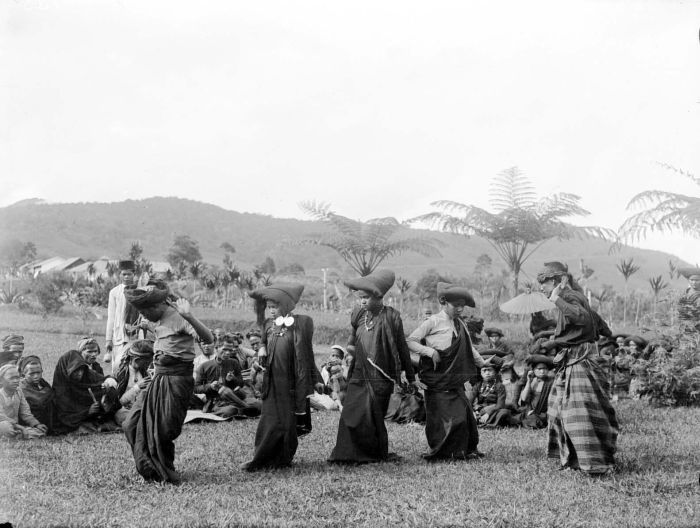
Ženy kmene Karo při tanci
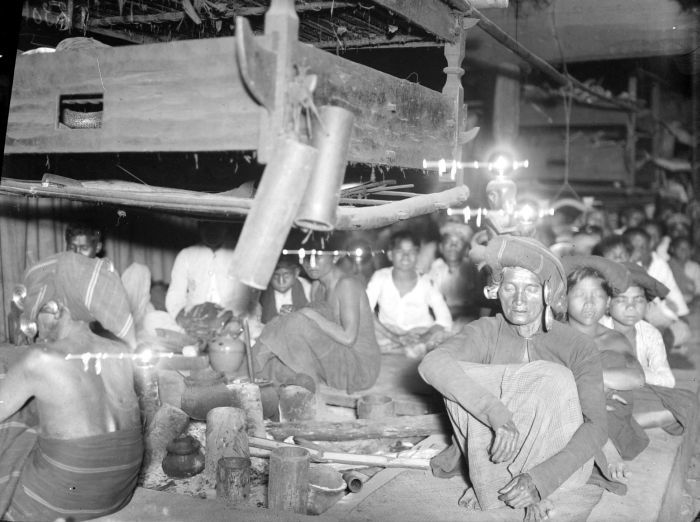
Interiér domu domorodců kmene Karo
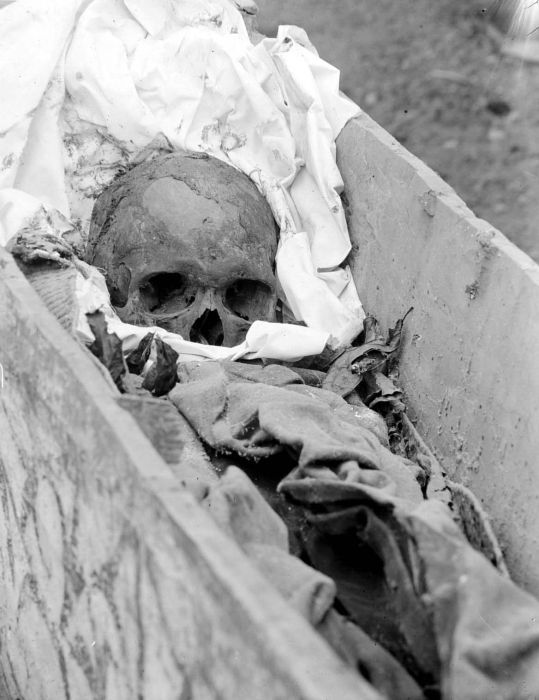
Rakev obsahující špatně nabalzamovanou mrtvolu Karo-Bataků
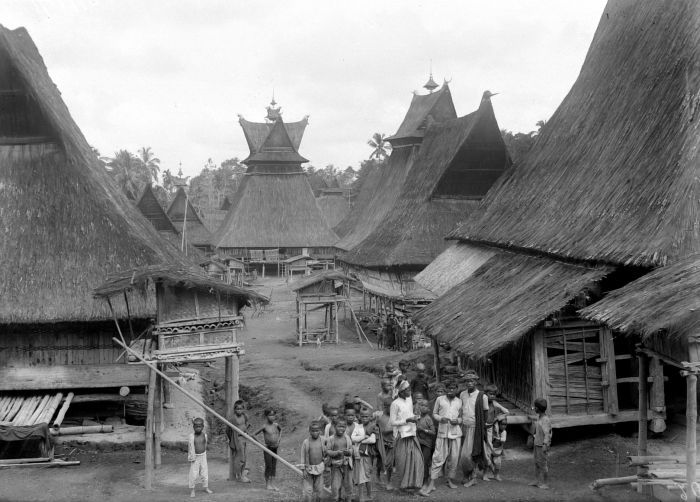
Pohled na vesnici Batukaran, Karolanden
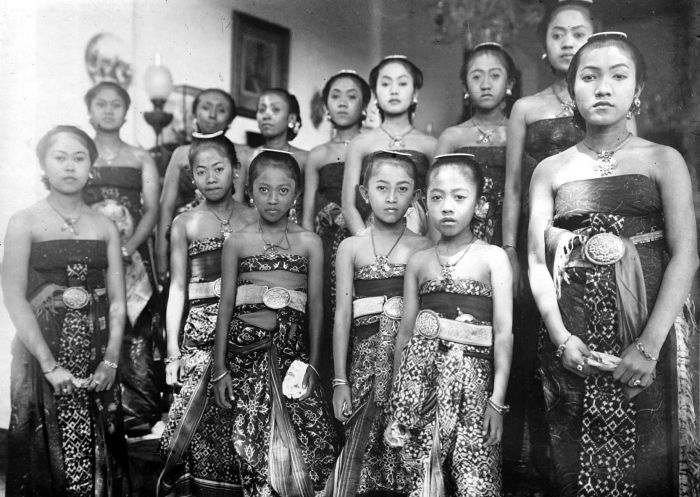
Třináct dcer Z. H. Pakoa Boewona X (1893-1939), Soesoehoenan v Surakartě
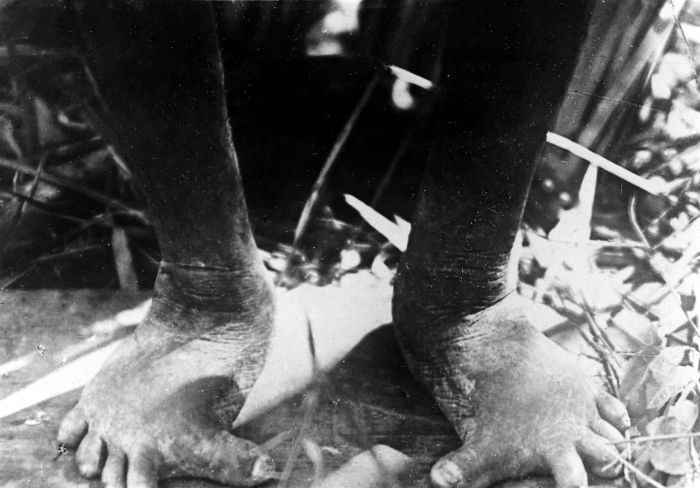
Nohy rybáře původem z Orang-Laoet, zdeformované vězněním v malé lodi při veslování, Jižní Sumatra, 1914–1926
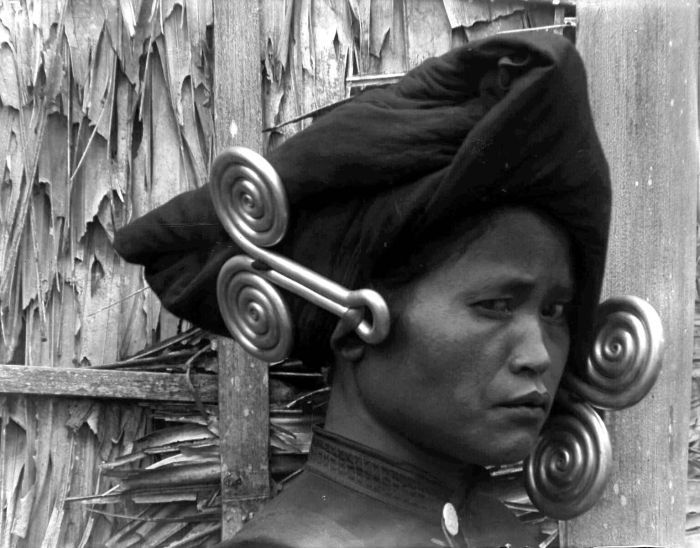
Masivní stříbrné náušnice, Sumatra, 1914-1918
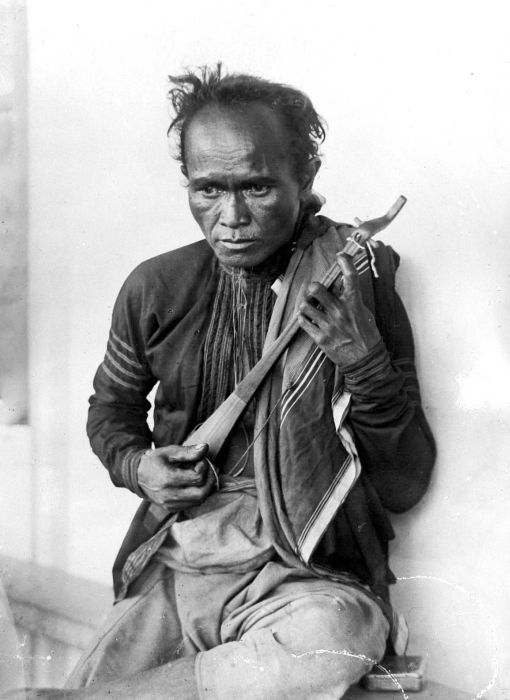
Bibi Radijah jako Serimpi, první tanečnice sultána z Yogyakarty
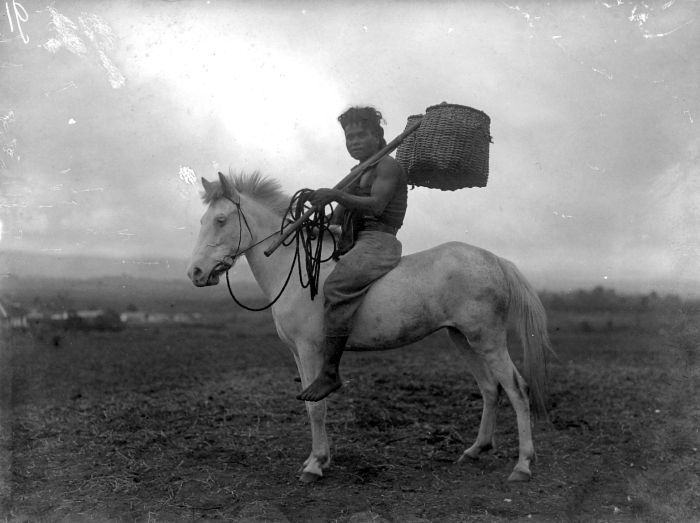
Muž kmene Bataků na koni